# 2023년 헝가리 그랑프리
2023 헝가리 그랑프리(공식 명칭: 포뮬러 1 카타르 항공 헝가리 그랑프리 2023)는 헝가리에 위치한 헝가로링에서 열린 포뮬러 원 대회로 헝가리 그랑프리의 39번째 대회이다. 이번 그랑프리는 2023년 포뮬러 원 시즌의 12번째 라운드로 7월 21일부터 23일까지 열렸다.

## 퀄리파잉
퀄리파잉은 2023년 7월 22일 16:00(UTC+2)에 열렸다.

### 요약
퀄리파잉에서의 가장 큰 변화는 새로운 타이어의 할당이었다. 하드 타이어가 사용된 Q1에서 알파 로메오의 저우관위는 막스 페르스타펀과 세르히오 페레즈를 제치고 선두를 차지했다. 첫 세션이 끝날 무렵 여러 차량이 엉키는 혼전 상황에 케빈 마그누센, 로건 사전트, 츠노다 유키, 알렉산더 알본과 함께 탈락한 조지 러셀은 레이스에서 18번째 위치에서 출발하게 되었다. 한편 발테리 보타스와 랜스 스트롤은 세션이 끝난 후 진로 방해에 대한 조사를 받았다.
미디움 타이어가 사용된 Q2에서 랜도 노리스는 오스카 피아스트리를 뒤로 하고 일찌감치 세션을 주도했다. 페르스타펀은 처음에는 타임시트 1위를 차지했지만 트랙 제한에 걸려 랩타임 기록이 취소되었다. 페르난도 알론소는 0.002초 차이로 카를로스 사인츠를 제치고 Q3에 진출했으며, 사인츠는 다니엘 리카도, 에스테반 오콘, 랜스 스트롤, 피에르 가슬리와 함께 탈락했다.
Q3에서는 소프트 타이어가 사용되었다. 세르히오 페레즈는 두 달 전 열린 마이애미 그랑프리 이후 처음으로 Q3에 진출했으며, 니코 휠켄베르크에 앞선 9위를 차지했다. 루이스 해밀턴은 잠정 폴포지션에 있던 막스 페르스타펀을 마지막 주행에서 0.003초로 누르며 2021년 사우디아라비아 그랑프리 이후 약 20개월만에 폴 포지션에 올랐고, 페르스타펀이 마이애미 그랑프리부터 기록한 연속 폴 포지션 기록을 깼다. 한편 저우관위는 팀 동료인 발테리 보타스가 샤를 르클레르에 이어 7위를 차지한 가운데 5위를 기록하며 자신의 커리어에서 가장 높은 퀄리파잉 성적을 기록했다. 랜도 노리스와 오스카 피아스트리는 각각 3위와 4위를 차지하면서 맥라렌 MCL60의 새로운 페이스를 계속 보여주었다.

### 순위표
| 순위                | 번호 | 드라이버          | 컨스트럭터              | 퀄리파잉 시간 | 퀄리파잉 시간 | 퀄리파잉 시간 | 그리드 순서 |
| 순위                | 번호 | 드라이버          | 컨스트럭터              | Q1            | Q2            | Q3            | 그리드 순서 |
| ------------------- | ---- | ----------------- | ----------------------- | ------------- | ------------- | ------------- | ----------- |
| 1                   | 44   | 루이스 해밀턴     | 메르세데스              | 1:18.577      | 1:17.427      | 1:16.609      | 1           |
| 2                   | 1    | 막스 페르스타펀   | 레드불 레이싱-혼다 RBPT | 1:18.318      | 1:17.547      | 1:16.612      | 2           |
| 3                   | 4    | 랜도 노리스       | 맥라렌-메르세데스       | 1:18.697      | 1:17.328      | 1:16.694      | 3           |
| 4                   | 81   | 오스카 피아스트리 | 맥라렌-메르세데스       | 1:18.464      | 1:17.571      | 1:16.905      | 4           |
| 5                   | 24   | 저우관위          | 알파 로메오-페라리      | 1:18.143      | 1:17.700      | 1:16.971      | 5           |
| 6                   | 16   | 샤를 르클레르     | 페라리                  | 1:18.440      | 1:17.580      | 1:16.992      | 6           |
| 7                   | 77   | 발테리 보타스     | 알파 로메오-페라리      | 1:18.775      | 1:17.563      | 1:17.034      | 7           |
| 8                   | 14   | 페르난도 알론소   | 애스턴 마틴-메르세데스  | 1:18.580      | 1:17.701      | 1:17.035      | 8           |
| 9                   | 11   | 세르히오 페레즈   | 레드불 레이싱-혼다 RBPT | 1:18.360      | 1:17.675      | 1:17.045      | 9           |
| 10                  | 27   | 니코 휠켄베르크   | 하스-페라리             | 1:18.695      | 1:17.652      | 1:17.186      | 10          |
| 11                  | 55   | 카를로스 사인츠   | 페라리                  | 1:18.393      | 1:17.703      | N/A           | 11          |
| 12                  | 31   | 에스테반 오콘     | 알핀-르노               | 1:18.854      | 1:17.841      | N/A           | 12          |
| 13                  | 3    | 다니엘 리카도     | 알파타우리-혼다 RBPT    | 1:18.906      | 1:18.002      | N/A           | 13          |
| 14                  | 18   | 랜스 스트롤       | 애스턴 마틴-메르세데스  | 1:18.782      | 1:18.144      | N/A           | 14          |
| 15                  | 10   | 피에르 가슬리     | 알핀-르노               | 1:18.743      | 1:18.217      | N/A           | 15          |
| 16                  | 23   | 알렉산더 알본     | 윌리엄스-메르세데스     | 1:18.917      | N/A           | N/A           | 16          |
| 17                  | 22   | 츠노다 유키       | 알파타우리-혼다 RBPT    | 1:18.919      | N/A           | N/A           | 17          |
| 18                  | 63   | 조지 러셀         | 메르세데스              | 1:19.027      | N/A           | N/A           | 18          |
| 19                  | 20   | 케빈 마그누센     | 하스-페라리             | 1:19.206      | N/A           | N/A           | 19          |
| 20                  | 2    | 로건 사전트       | 윌리엄스-메르세데스     | 1:19.248      | N/A           | N/A           | 20          |
| 107% 기록: 1:23.613 |      |                   |                         |               |               |               |             |
| 출처:               |      |                   |                         |               |               |               |             |

## 레이스
레이스는 2023년 7월 23일, 현지시간으로 15:00(UTC+2)에 열렸다.

### 순위표
| 순위                                                                        | No. | 드라이버          | 컨스트럭터              | 랩 | 시간/리타이어 | 그리드 | 점수 |
| --------------------------------------------------------------------------- | --- | ----------------- | ----------------------- | -- | ------------- | ------ | ---- |
| 1                                                                           | 1   | 막스 페르스타펀   | 레드불 레이싱-혼다 RBPT | 70 | 1:38:08.634   | 2      | 261  |
| 2                                                                           | 4   | 랜도 노리스       | 맥라렌-메르세데스       | 70 | +33.731       | 3      | 18   |
| 3                                                                           | 11  | 세르히오 페레즈   | 레드불 레이싱-혼다 RBPT | 70 | +37.603       | 9      | 15   |
| 4                                                                           | 44  | 루이스 해밀턴     | 메르세데스              | 70 | +39.134       | 1      | 12   |
| 5                                                                           | 81  | 오스카 피아스트리 | 맥라렌-메르세데스       | 70 | +1:02.572     | 4      | 10   |
| 6                                                                           | 63  | 조지 러셀         | 메르세데스              | 70 | +1:05.825     | 18     | 8    |
| 7                                                                           | 16  | 샤를 르클레르     | 페라리                  | 70 | +1:10.3172    | 6      | 6    |
| 8                                                                           | 55  | 카를로스 사인츠   | 페라리                  | 70 | +1:11.073     | 11     | 4    |
| 9                                                                           | 14  | 페르난도 알론소   | 애스턴 마틴-메르세데스  | 70 | +1:15.709     | 8      | 2    |
| 10                                                                          | 18  | 랜스 스트롤       | 애스턴 마틴-메르세데스  | 69 | +1 lap        | 14     | 1    |
| 11                                                                          | 23  | 알렉산더 알본     | 윌리엄스-메르세데스     | 69 | +1 lap        | 16     |      |
| 12                                                                          | 77  | 발테리 보타스     | 알파 로메오-페라리      | 69 | +1 lap        | 7      |      |
| 13                                                                          | 3   | 다니엘 리카도     | 알파타우리-혼다 RBPT    | 69 | +1 lap        | 13     |      |
| 14                                                                          | 27  | 니코 휠켄베르크   | 하스-페라리             | 69 | +1 lap        | 10     |      |
| 15                                                                          | 22  | 츠노다 유키       | 알파타우리-혼다 RBPT    | 69 | +1 lap        | 17     |      |
| 16                                                                          | 24  | 저우관위          | 알파 로메오-페라리      | 69 | +1 lap        | 5      |      |
| 17                                                                          | 20  | 케빈 마그누센     | 하스-페라리             | 69 | +1 lap        | 19     |      |
| 183                                                                         | 2   | 로건 사전트       | 윌리엄스-메르세데스     | 67 |               | 20     |      |
| 리타이어                                                                    | 31  | 에스테반 오콘     | 알핀-르노               | 2  | 충돌          | 12     |      |
| 리타이어                                                                    | 10  | 피에르 가슬리     | 알핀-르노               | 1  | 충돌          | 15     |      |
| 패스티스트 랩: 막스 페르스타펀 (레드불 레이싱-혼다 RBPT) – 1:20.504 (53 랩) |     |                   |                         |    |               |        |      |
| 출처:                                                                       |     |                   |                         |    |               |        |      |

참고
- ^1  – 패스티스트 랩을 기록해 추가로 받은 1점을 포함한다.[7]
- ^2  – 샤를 르클레르는 6위로 경주를 마쳤지만 피트 레인 속도로 5초 페널티를 받았다.[6]
- ^3  – 로건 사전트는 총 경주 거리의 90% 이상을 기록해 완주로 분류되었다.[6]

## 경주 후 챔피언십 순위
|       | 순위 | 드라이버        | 포인트 |
| ----- | ---- | --------------- | ------ |
|       | 1    | 막스 페르스타펀 | 281    |
|       | 2    | 세르히오 페레즈 | 171    |
|       | 3    | 페르난도 알론소 | 139    |
|       | 4    | 루이스 해밀턴   | 133    |
| 1     | 5    | 조지 러셀       | 90     |
| 출처: |      |                 |        |

|       | 순위 | 컨스트럭터              | 포인트 |
| ----- | ---- | ----------------------- | ------ |
|       | 1    | 레드불 레이싱-혼다 RBPT | 452    |
|       | 2    | 메르세데스              | 223    |
|       | 3    | 애스턴 마틴-메르세데스  | 184    |
|       | 4    | 페라리                  | 167    |
|       | 5    | 맥라렌-메르세데스       | 87     |
| 출처: |      |                         |        |

- 참고: 모든 순위표의 성적은 상위 5개의 순위만 포함한다.